# Tear the World Down
Tear the World Down — перший студійний альбом американського метал-гурту We Are the Fallen. У США реліз відбувся 10 травня 2010. Станом на вересень 2010 було продано 41,000 копій альбому.

## Список композицій
| #     | Назва                   | Тривалість |
| ----- | ----------------------- | ---------- |
| 1.    | «Bury Me Alive»         | 4:46       |
| 2.    | «Burn»                  | 3:43       |
| 3.    | «Paradigm»              | 3:55       |
| 4.    | «Don't Leave Me Behind» | 3:33       |
| 5.    | «Sleep Well, My Angel»  | 4:07       |
| 6.    | «Through Hell»          | 3:41       |
| 7.    | «I Will Stay»           | 4:07       |
| 8.    | «Without You»           | 3:16       |
| 9.    | «St. John»              | 3:58       |
| 10.   | «I Am Only One»         | 4:37       |
| 11.   | «Tear the World Down»   | 6:30       |
| 46:13 |                         |            |

B-сторона
- «Samhain» — 4:07
- «Like A Prayer» — 4:11

## Чарти
| Чарт (2010)                           | Місце |
| ------------------------------------- | ----- |
| U.S. Billboard 200                    | 33    |
| U.S. Billboard Top Alternative Albums | 7     |
| U.S. Billboard Top Digital Albums     | 17    |
| U.S. Billboard Top Hard Rock Albums   | 6     |
| U.S. Billboard Top Rock Albums        | 12    |

## Учасники запису
- Карлі Смітсон — вокал
- Бен Муді — електрогітара
- Роккі Грей — ударні
- Джон ЛеКомпт — ритм-гітара
- Марті О'Брайян — бас-гітара

## Історія релізів
| Країна   | Дата           |
| -------- | -------------- |
| Британія | 10 травня 2010 |
| США      | 11 травня 2010 |
| Канада   | 11 травня 2010 |
| Бразилія | 21 травня 2010 |